# Práznovce
Práznovce jsou obec na Slovensku v okrese Topoľčany v Nitranském kraji. Žije v nich 966 obyvatel.

## Historie
Střední Ponitří bylo osídleno již ve středním paleolitu, v neolitu se v povodí řeky Nitry začala usazovat kmenová společenství rolnické civilizace. V katastrálním území obce byla objevena sídliště volutové a lengyelské kultury. Z období přelomu tisíciletí byly v obci nalezeny laténsko-dácké nálezy dokládající soužití původního obyvatelstva s Kelty.
Ve středověku byla tato oblast, stejně jako celé Ponitří, osídlena Slovany. Území obce Práznovce patřilo do oblasti Nitranského knížectví a následně po jeho dobytí (833) do správy Velkomoravské říše. Po připojení Slovenska k Uhersku se území stalo součástí Nitranského komitátu. Z tohoto období se v Kostoleci dochovaly základy románského kostela. Podle tradice se v této lokalitě nacházelo první osídlení na území obce.
První písemná zmínka o zemanské osadě je z roku 1183 v listině papeže Lucia III., v níž papež potvrdil právo nitranských kanovníků vybírat v obci desátky. Práznovce jako ves jsou doloženy v roce 1287, původně patřily k Nitranskému hradu, později Matúši Čákovi. Nejpozději od roku 1326 patřila Práznovským (též Praznovskovci, Praznovszky, Práznovský, Praznóci atd.) Dějiny obce v době Zikmunda Lucemburského byly poznamenány boji Práznovských s okolními šlechtici, zejména s vlivnějším rodem Štítnických, a podle soukromých výzkumů, které vydala obec Práznovce, přetrval rod Práznovských až do současnosti. Jeho historie však není s vesnicí v pozdějším období spojena, obec vlastnily další rody, například Bošáni, Bačkady a Erdődyové.
V roce 1245 se připomíná ves Hornouc (Horňany, Horné Práznovce), kterou založili Práznovci. Poté, co byla zpustošena loupežníky, se její obyvatelé přestěhovali do obce Práznovce. V roce 1556 je v Práznovcích uváděn mlýn a ves odváděla daň z šesti port. V roce 1715 měla osm domácností, v roce 1778 zde žilo devět zemanských, devět poddanských a želiarských domácností. V roce 1828 žilo v 38 domech 267 obyvatel.
Většina obyvatel se v 19. století zabývala zemědělstvím, část řemesly. První zmínka o škole v Práznovcích pochází z roku 1863, přičemž již předtím v obci existovala starší římskokatolická lidová škola. Nová škola byla postavena v roce 1928. Za první Československé republiky pracovala většina obyvatel na velkostatku a v roce 1942 na regulaci řek Nitry a Bebravy. V roce 1954 bylo v obci založeno JRD.
V letech 1976–1996 byla obec připojena k Topoľčanům. Po osamostatnění se její název změnil z Praznovce na Práznovce.
V roce 1997 se v obci začal stavět nový římskokatolický kostel, jehož základní kámen zasvětil Panně Marii Růžencové papež Jan Pavel II. při své první návštěvě Slovenska v Bratislavě v roce 1990. Obec patří do farnosti Bošany, od roku 1969 v obci působí kulturní soubor Práznovanka.

## Přírodní poměry
Obec se nachází ve východní části Nitranské pahorkatiny, na rozsáhlém náplavovém kuželu mezi vodními toky Nitra, Dršňa a Vyčoma. Součástí katastru je i lesní oblast v pohoří Tribeč.
Obec se nachází na rozhraní teplých a mírně teplých klimatických oblastí. Podnebí je mírně vlhké s průměrnými srážkami 700 mm v pahorkatině a 800 mm v horách. Území odvodňuje řeka Nitra, do které se v katastru obce vlévají řeky Bebrava a Vyčoma. Jižní částí katastru protéká také potok Dršňa.
Nadmořská výška v centru obce je 169 metrů. Pohybuje se od 164 metrů v části Nitrianské pahorkatiny až po 727 metrů v pohoří Tribeč. Území v pahorkatině je tvořen mladšími terciérními sedimenty, zatímco svahy Tríbeče jsou tvořeny krystalickými horninami a triasovými kvarcity. V horské části území je vegetace tvořena dubohabrovými lesy a bučinami s občasným zastoupením smrku.
Celková rozloha území obce je 11,4349 km², z toho v roce 2020 připadalo 42 % na zemědělskou půdu. Celkové využití půdy (2020): 39 % orná půda, 2 % zahrady, 51 % lesy. V roce 2023 připadalo 478,73 ha na zemědělskou půdu, z toho 444,98 ha byla orná půda, 23,81 ha zahrady, a 8,44 ha travnatý porost. Lesy zaujímaly 584,83 ha, vodní plochy 18,55 ha a zastavěná plocha a nádvoří 42,41 ha.
Katastrální území obce sousedí:
|                    | Krušovce, Bošany | Krnča  |
|                    |                  | Zlatno |
| Topoľčany, Soľčany | Velčice          |        |